# Фетучини
Фетучини (итал. fettuccine, транслитерация: феттуччине, от fettuccia — ленточка) — один из типов итальянской пасты, популярный в Риме. Фетучини — это тонкие плоские полоски теста шириной около 7 мм: они похожи на тальятелле, от которых отличаются только большей шириной. Одним из самых популярных блюд с использованием фетучини является фетучини Альфредо. Популярность этого блюда привела и к более широкому распространению фетучини, как разновидности пасты.